# Bättell
Der Bättell war ein Volumenmaß für Getreide auf der philippinischen Insel Maguindanao.
- 1 Bättell = 10 Gantangs = 1596 Pariser Kubikzoll = 31,66 Liter